# Skagershults gamla kyrka
Skagershults gamla kyrka är en kyrkobyggnad som tillhör Skagershults församling i Strängnäs stift. Kyrkan ligger två kilometer öster om Hasselfors i Laxå kommun.

## Kyrkobyggnaden
Träkyrkan uppfördes 1651 när Skagershult blev egen församling. I sin utformning är kyrkan en kopia av Tångeråsa kyrka. Kyrkan är byggd av liggtimmer och har tak och väggar klädda med spån. Vapenhuset tillkom 1750. Omkring hundra år senare hade befolkningen blivit så talrik att kyrkan inte längre räckte till. En ny kyrka av sten uppfördes på 1870-talet av Hasselfors bruk och gamla kyrkan övergavs 1878. År 1927 restaurerades kyrkan under ledning av riksantikvarie Sigurd Curman och arkitekt Erik Fant. Ännu en upprustning gjordes 1965.
Intill kyrkan står en klockstapel som har en öppen konstruktion med brädinklädda snedstöttor och spånklätt tak.
Kyrkan har inget permanent instrument.
Kyrkoplatsen med kyrka, klockstapel och kyrkogård förvaltas sedan 2020-talet av Stiftelsen Skagershults Gamla Kyrka.

## Inventarier
- Predikstol och altartavla från 1700-talet.